# Monedas del Tíbet
Las monedas del Tíbet se acuñaron en esta región de Asia Central desde la segunda mitad del siglo XVIII (1763-1764 y 1785) hasta mediados del XX.
Con anterioridad al gobierno del quinto dalái lama (Ngawang Lobsang Gyatso, 1617-1682), se conoce la existencia de un cierto conjunto de pequeños lingotes de oro, utilizados como medio de pago a funcionarios de la Hacienda pública, sin que hasta el momento haya acuerdo entre los especialistas  sobre si deben calificarse o no como piezas de curso legal.
Ya en 1792, se crean las primeras monedas de plata fabricadas en serie, con la aprobación conjunta de las autoridades chinas y tibetanas y leyendas en ambos idiomas. En 1840, comienzan a fabricarse los primeros ejemplares puramente tibetanos. Dejaron de emitirse en 1954 y su uso fue reduciéndose paulatinamente hasta su definitiva desaparición en 1959. No obstante, es a partir de 1910 cuando se ponen en circulación un mayor número de monedas de cobre y plata, de distintos valores faciales. Solo entre 1918 y 1921, se emite alguna de oro. Su acuñación en rudimentarias máquinas de vapor, las numerosas cecas repartidas por la zona, así como el uso de primitivos cospeles realizados casi a mano, hacen que el peso de cada pieza y su alineación resulten sumamente variables.
Sus unidad básica fueron el tangka, que equivalía a entre 5,4 y 5,6 gramos de plata aleada, y el srang, correspondiente a 37,3 gramos de plata pura. Respecto a su ámbito geográfico, cabe destacar que circularon por todo el territorio conocido ahora como «Gran Tíbet» o «Tíbet histórico», formado entonces por las actuales provincias chinas de Amdo, Kham y Ü-Tsang.

## Simbología

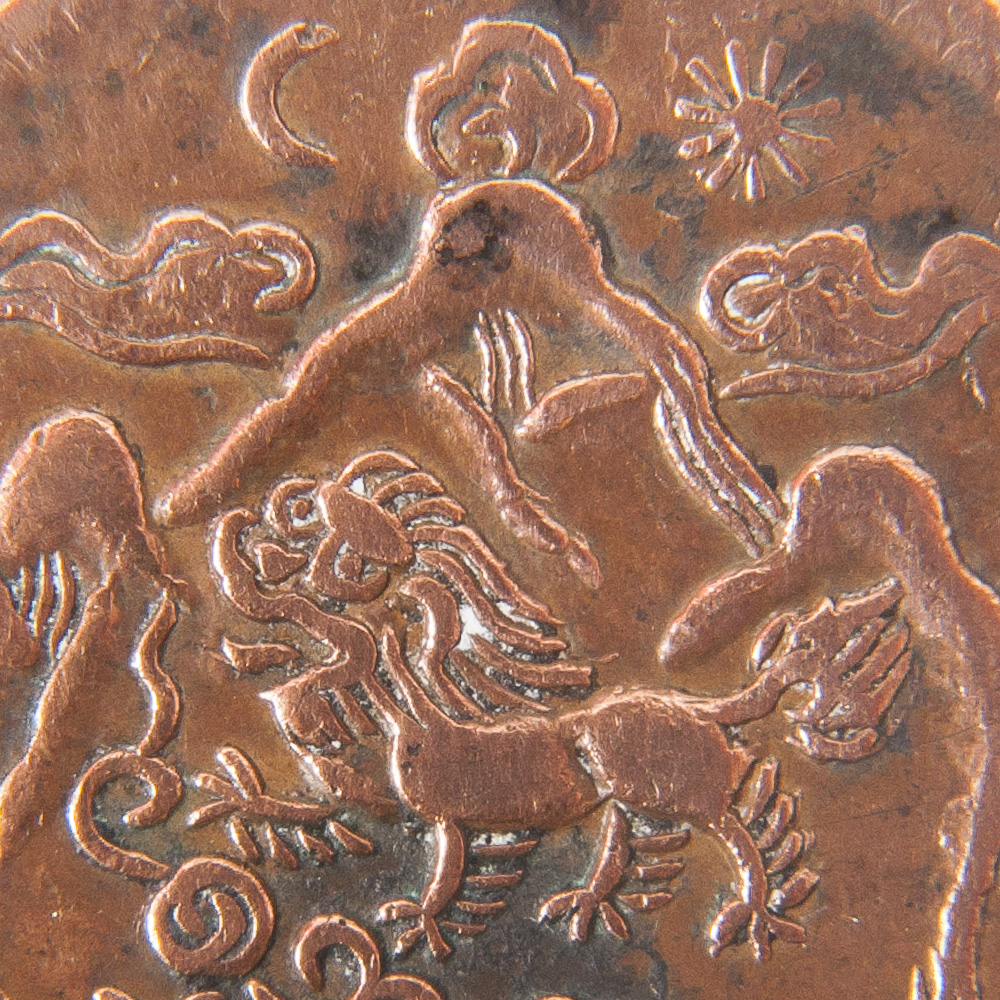
5 sho, 1948. León de las nieves; detrás, tres montañas con sol y luna.

Independientemente de su función como medio de pago (dinero) y aun de sus particulares características técnicas, las monedas del Tíbet constituyen en sí mismas una abigarrada galería de símbolos budistas, entre los que destacan los diez siguientes:
- Montañas, montañas nevadas o montes. Además del elemento más característico del paisaje tibetano, las montañas son consideradas por sus habitantes como la residencia de los dioses protectores de todo cuanto existe.[3]
- León, león de las nieves o león nevado. Al contrario de lo que sucede en el mundo occidental, donde suele identificarse con los conceptos de poder o fuerza, el león tibetano simboliza la solidez y el aislamiento espirituales.[4]
- Ocho elementos auspiciadores u ocho emblemas preciosos budistas: paraguas o parasol, doble pez, doble pez dorado o pez dorado; jarrón, jarrón del agua santa o vaso lustral; loto, lotus o flor de loto; caracola, concha blanca, concha marina o trompeta de caracol; nudo del amor, nudo de la inmortalidad, nudo interminable o nudo soldado; bandera de la victoria o estandarte y rueda, rueda de la ley o rueda de la vida (en el sentido del reloj).[5][6]

Hay también un amplio repertorio de signos o elementos decorativos –de menor entidad–, entre los que pueden mencionarse varios tipos de soles y lunas, multitud de flores y guirnaldas, estupas, etc.

## Datación

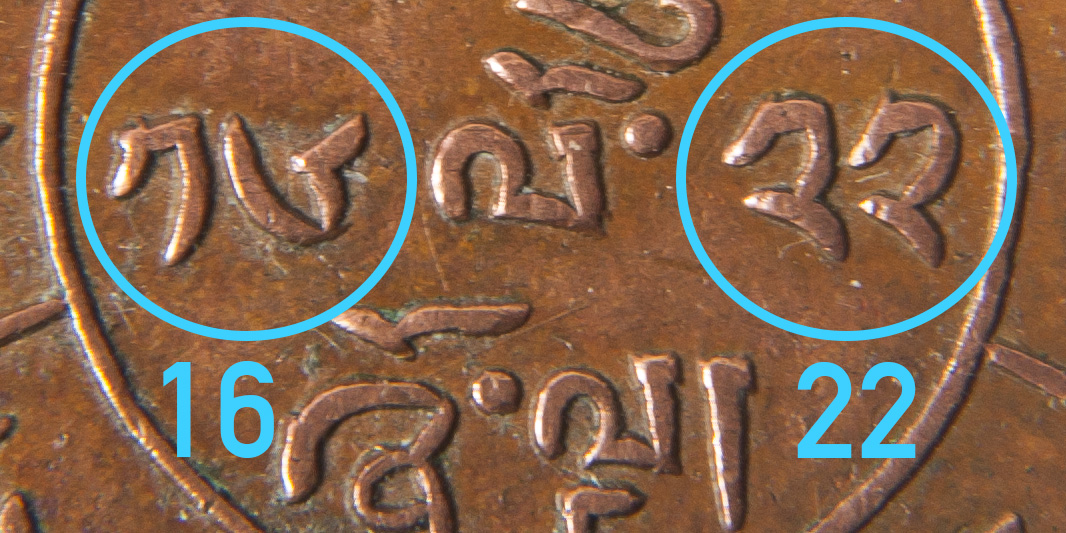
(16 - 1) x 60 + 22 + 1026 =
1948^{greg.}

Varias de estas series de monedas aparecen fechadas conforme al calendario tibetano, basado en ciclos de 60 años.
Así, la fecha de acuñación de una pieza en concreto se muestra representada por cuatro dígitos; de ellos, los dos primeros (izda.) indican el ciclo, mientras que los otros dos (dcha.) corresponden al año dentro de ese ciclo. Su conversión al calendario occidental se efectúa mediante la siguiente fórmula:
(ciclo - 1) x 60 + año + 1026
Ejemplo:
(16) (22)
(ciclo 16 - 1) x 60 + año 22 + 1026 = 1948 (año gregoriano)

### Números
|          | 0 | 1 | 2 | 3 | 4 | 5 | 6 | 7 | 8 | 9 | 10 | 50 | 100 | 500 | 1000 |
| Tibetano | ༠ | ༡ | ༢ | ༣ | ༤ | ༥ | ༦ | ༧ | ༨ | ༩ | ༡༠ | ༥༠ | ༡༠༠ | ༥༠༠ | ༡༠༠༠ |
| -------- | - | - | - | - | - | - | - | - | - | - | -- | -- | --- | --- | ---- |

## Unidades
El tibetano fue un sistema monetario doble y, por ende, complejo. Uno se importó de Nepal, su unidad básica fue el tangka (también llamado tam, tamga o trangka) y equivalía a entre 5,4 y 5,6 gramos de plata aleada. El segundo se llevó de China y su moneda principal fue el srang (en chino, liang), correspondiente a 37,3 gramos de plata pura.
Sobre esta base, se establecen las siguientes equivalencias: 
1 srang = 6 2/3 tangka (1 rupee = 3 tangka) = 10 sho = 100 skar

### Srang
Inicialmente, el srang fue una unidad de peso similar al tael, es decir, que equivalía aproximadamente a 37,5 gramos.
La primera tirada de 1 srang se acuñó en 1909, más concretamente en la ceca de Dode. En años posteriores, irán apareciendo las de 20 srang (Ser-Khang, 1918-1921), ½ srang (Tapchi, 1933-1938) y 10 srang (Dogu, 1948-1952). Ya en 1954, se emitió una pieza de 5 srang de plata para uso interno de los monjes budistas; fue la última moneda que se acuñó en el Tíbet.

### Tangka
Circularon desde 1763/64 y, en mayor número, a partir de 1791. Dejaron de emitirse en 1948. Existen numerosas variantes.

### Rupia
Durante la segunda mitad del siglo XIX y primer tercio del XX, circularon por la región innumerables monedas de plata extranjeras, como pesos mexicanos, rublos rusos o marcos alemanes. Pero, sin duda, la más apreciada fue la rupia indobritánica con la efigie de la reina Victoria, mayoritariamente preferida a las rudas piezas tibetanas. Estaban fabricadas a base de plata de calidad y, a partir de 1920, tuvieron un valor equivalente a 3 tangka, si bien hay que destacar que este fue aumentando de manera notable en años posteriores.
En 1902, las autoridades chinas, ante la gran popularidad que había alcanzado, comenzaron a emitir sus propias rupias, sustituyendo el retrato de la reina por el de un mandarín o, como creen la mayoría de los interesados en el tema, del emperador Guangxu (1873-1908). Se acuñaron primeramente en Chengdú y, ya en los años 30, en Kangding, ambas en la provincia de Sichuan, donde se considera que, entre 1902 y 1942, pudieron fabricarse entre 25 500 000 y 27 500 000 de piezas.

## Catálogo
| Imagen | KM        | Valor facial | Otras denominaciones     | Material | Peso (g) | Ø (mm) | Periodo de circulación Notas                 |
| ------ | --------- | ------------ | ------------------------ | -------- | -------- | ------ | -------------------------------------------- |
|        | #KM 1.1A  | 1 rupee      |                          | Ag       | 11,5     |        |                                              |
|        | #KM 3     | 1 rupee      |                          | Ag       | 11,3     | 29     | 1902-1942 Canto estriado.                    |
|        | #KM 9     | 1 srang      | Srang Gang               | Ag       | 18,5     | 32     | Canto estriado.                              |
|        | #KM 10    | 2 ½ srang    |                          | Cu       |          | 22     |                                              |
|        | #KM 12    | 1 srang      | Srang Gang               | Ag       |          |        | Canto liso con inscripción.                  |
|        | #KM 13.1E | 1 tangka     |                          | Vellón   | 4,6      | 27     | Canto liso.                                  |
|        | #KM 13.5F | 1 tangka     |                          | Vellón   | 4,5      | 28     | Canto liso.                                  |
|        | #KM 14    | 1 tangka     |                          | Ag       |          | 26     |                                              |
|        | #KM 16.1  | 2 ½ skar     | Skar Phyed Gsum Kha Gang | Cu       | 4        | 24     | Canto liso con inscripción (forma lobulada). |
|        | #KM 17    | 5 skar       | Skar Inga                | Cu       | 6        | 26,5   | Canto liso con inscripción.                  |
|        | #KM 19    | 5 skar       | Skar Inga                | Cu       | 2,8      | 20,7   | 1918-1922 Canto estriado.                    |
|        | #KM 20    | 7 ½ skar     | Skar Phyed Brgyad        | Cu       | 3,6      | 22     | 1918-1926 Canto liso (forma lobulada).       |
|        | #KM 21a   | 1 sho        |                          | Cu       | 3,43     | 24     | 1922-1928                                    |
|        | #KM 21b   | 1 sho        |                          | Cu       | 4        | 24     | Canto liso.                                  |
|        | #KM 21.1  | 1 sho        |                          | Cu       | 3,95     | 24     | Canto estriado                               |
|        | #KM 21.1a | 1 sho        |                          | Cu       | 3,95     | 24     | Canto liso                                   |
|        | #KM 21.2  | 1 sho        |                          | Cu       | 5,8      | 24     | 1920-1928 Canto liso.                        |
|        | #KM 22    | 20 srang     | Gser Tam                 | Au       |          | 28     | Canto estriado.                              |
|        | #KM 23    | 1 sho        |                          | Cu       | 4,02     | 24     | 1932-1938 Canto estriado.                    |
|        | #KM 24    | 1 ½ srang    | Srang Gang Zho Inga      | Ag       | 5        | 25     | Canto estriado.                              |
|        | #KM 25    | 3 srang      | Srang Sum                | Ag       | 11,3     | 30     | Canto estriado.                              |
|        | #KM 26    | 3 srang      | Srang Sum                | Ag       | 12,5     | 31     | Canto estriado.                              |
|        | #KM 27    | 3 sho        |                          | Cu       | 8,3      | 28     | Canto liso.                                  |
|        | #KM 28    | 5 sho        |                          | Cu       | 8,7      | 29     | 1947-1950 Canto estriado.                    |
|        | #KM 28a   | 5 sho        |                          | Cu       | 8,7      | 29     | Canto estriado.                              |
|        | #KM 28.1  | 5 sho        |                          | Cu       | 8,7      | 29     | Canto estriado.                              |
|        | #KM 29    | 10 srang     | Srang Bcu                | Ag       | 16,7     | 32,3   | Canto estriado.                              |
|        | #KM 29a   | 10 srang     | Srang Bcu                | Vellón   | 16,7     | 32,3   | Canto estriado.                              |
|        | #KM 30    | 10 srang     | Srang Bcu                | Ag       | 16,7     | 32,3   | 1950-1951 Canto estriado.                    |
|        | #KM 31    | 1 tangka     |                          | Ag       | 4,1      | 26,5   | Canto estriado.                              |

Se acuñaron también monedas de ½ y 1 skar (Cu), 1/8 y ¼ de sho (Cu), 1, 2 y 5 sho (Ag) y 5 srang (Ag).

## Series conmemorativas
En julio de 2015, el Banco Popular de China (BPC) emitió una serie de dos monedas de oro y plata, conmemorativas del 50.º aniversario de la fundación de la región autónoma del Tíbet. Cuatro piezas anteriores se acuñaron con motivo del 20.º aniversario de la fundación de la región (1985), 50.º aniversario de la «liberación pacífica» de la región (2001), inauguración del ferrocarril Qinghai-Tíbet (2006) y 60.º aniversario de la «liberación pacífica» de la región (2011).